# Psilopogon faber
El barbudo chino (Psilopogon faber) es una especie de ave piciforme de la familia Megalaimidae endémica del sur de China.
Sus hábitats naturales son los bosques húmedos bajos subtropicales y los bosques tropicales húmedos de montaña. Está amenazado por la pérdida de hábitat. En el pasado de se le consideró una subespecie del barbudo cejinegro Psilopogon oorti. 